# Boris Andrejka
Boris Andrejka ist ein slowenischer Bogenschütze und früherer Bogenbiathlet.
Boris Andrejka erreichte seinen größten internationalen Erfolg, als er an der Seite von Andrej Zupan, Rok Rant und Matej Krumpestar hinter der Vertretung aus Russland und Frankreich die Bronzemedaille im Staffelrennen der Bogenbiathlon-Weltmeisterschaften 2003 in Krün gewann.
In der Disziplin Feldbogen war Andrejka 2008 101., 2010 51. sowie 2011 76. der Weltrangliste.

## Belege
1. ↑  Weltrangliste 2008 (Memento des Originals vom 9. Februar 2016 im Internet Archive)  Info: Der Archivlink wurde automatisch eingesetzt und noch nicht geprüft. Bitte prüfe Original- und Archivlink gemäß Anleitung und entferne dann diesen Hinweis.
2. ↑  Weltrangliste 2010 (Memento des Originals vom 9. Februar 2016 im Internet Archive)  Info: Der Archivlink wurde automatisch eingesetzt und noch nicht geprüft. Bitte prüfe Original- und Archivlink gemäß Anleitung und entferne dann diesen Hinweis.
3. ↑  Weltrangliste 2011 (Memento des Originals vom 9. Februar 2016 im Internet Archive)  Info: Der Archivlink wurde automatisch eingesetzt und noch nicht geprüft. Bitte prüfe Original- und Archivlink gemäß Anleitung und entferne dann diesen Hinweis.

| Personendaten    | Personendaten              |
| ---------------- | -------------------------- |
| NAME             | Andrejka, Boris            |
| KURZBESCHREIBUNG | slowenischer Bogenbiathlet |
| GEBURTSDATUM     | 20. Jahrhundert            |